# Marsas, Gironde
Marsas är en kommun i departementet Gironde i regionen Nouvelle-Aquitaine i sydvästra Frankrike. Kommunen ligger i kantonen Saint-Savin som tillhör arrondissementet Blaye. År 2022 hade Marsas 1 237 invånare.

## Befolkningsutveckling
Antalet invånare i kommunen Marsas
Referens:INSEE